# Теорема де Брейна — Ердеша

Майже пучок на семи точках

Теорема де Брейна — Ердеша — один з важливих результатів у геометрії інцидентності, встановлює точну нижню оцінку на число прямих, визначених {\displaystyle n} точками на проєктивній площині. За двоїстістю з цієї теореми випливає обмеження на кількість перетинів конфігурації прямих.

## Історія
Встановили Ніколас де Брейном і Пал Ердеш 1948 році.

## Формулювання
Нехай дано набір {\displaystyle P} з {\displaystyle n} точок на проєктивній площині, з яких не всі лежать на одній прямій. Нехай {\displaystyle t} це число всіх прямих, що проходять через пари точок з {\displaystyle P}: Тоді {\displaystyle t\geqslant n}. Більш того, якщо {\displaystyle t=n}, то будь-які дві прямі перетинаються в точці з {\displaystyle P}.

## Доведення
Стандартне доведення ведеться за індукцією. Теорема очевидно виконується для трьох точок, які не лежать на одній прямій. Нехай {\displaystyle n>3}, твердження істинне для {\displaystyle n-1} і {\displaystyle P} — множина з {\displaystyle n} точок, не всі з яких лежать на одній прямій. За теоремою Сильвестра одна з цих прямих проходить рівно через дві точки з {\displaystyle P}. Позначимо ці дві точки {\displaystyle a} і {\displaystyle b}.
Якщо при видаленні точки {\displaystyle a} решта точок будуть на одній прямій, то {\displaystyle P} утворює майже пучок з {\displaystyle P} прямих ({\displaystyle n-1} простих прямих проходять через {\displaystyle P}, плюс одна пряма, що проходить через інші точки). В іншому випадку видалення {\displaystyle a} утворює множину {\displaystyle P} з {\displaystyle n-1} неколінеарних точок. За припущенням індукції через {\displaystyle P} проходять {\displaystyle n-1} прямих, що щонайменше на одиницю менше від числа прямих, що проходять через точки множини {\displaystyle P}.